# Joshua Millner
Joshua Kearney Millner (Dublín, Irlanda, 5 de julio de 1847 - Dublín, 16 de noviembre de 1931) fue un tirador irlandés que compitió a finales del siglo XIX y principios del siglo XX.
Millner fue aficionado al tiro a partir de 1871, y en 1908 participó en los Juegos Olímpicos de Londres (representando al Reino Unido), donde disputó tres pruebas del programa de tiro. En la prueba de Rifle militar - 1000 yardas, ganó la medalla de oro, mientras que en Tiro al ciervo - disparo simple y Tiro al ciervo - disparo doble quedó en 9.º y 15.º lugar, respectivamente.
Compitiendo con 61 años de edad, Millner es uno de los medallistas de oro más longevos de la historia.